# Stojan Brajša
Stojan Brajša (Pisino, 24 gennaio 1888 – Gorizia, 12 aprile 1989) è stato un politico, avvocato e pubblicista croato naturalizzato italiano, figlio del compositore Matko Brajša e fratello del compositore Ćiril Brajša.

## Biografia
Finì la scuola superiore a Pisino; in seguito studiò diritto a Zagabria, Vienna e Graz e ottenne il dottorato a Zagabria e a Padova. Durante gli studi si unì a un gruppo di giovani intellettuali che agivano nell'ambito del movimento politico clericale in Istria (Tone Peruško). Fu co-fondatore della Società Accademica Cattolica Croata "Juraj Dobrila" a Pisino nel 1908. Durante la prima guerra mondiale lavorò come avvocato a Pisino, e nel 1917 andò a Pola, dove fu avvocato fino al 1920. Dopo la guerra e dopo la conquista italiana dell'Istria, aprì uno studio legale a Gorizia. Coinvolto in politica, collaborò con i socialisti italiani e i cristiano-sociali sloveni si candidò nelle Liste di slavi e di tedeschi per la Camera dei deputati italiana nel 1921 e nel 1924, senza però essere eletto.
Diresse Pučki prijatelj, un giornale del movimento politico clericale. La sua redazione gli venne assegnata dal vescovo di Veglia Anton Mahnič. Scrisse articoli su psicologia, sociologia e filosofia nell'educazione nazionale e altri temi. Per la stampa del Regno di Jugoslavia ha scritto articoli su pedagogia, musicologia e storia dell'Istria. Ha presieduto la Società politica rinnovata per croati e sloveni in Istria.
Le circostanze lo costrinsero ad emigrare nel Regno di Jugoslavia nel 1931. Lavorò inizialmente a Novo mesto, in Slovenia, come avvocato, per poi trasferirsi a Spalato dove lavorò dieci anni come avvocato. Nel 1941 si trasferì a Zagabria dove lavorò come giudice (Consigliere di Corte) fino alla fine della guerra nel 1945. Nel 1945 dopo la nascita della Repubblica Federativa Popolare di Jugoslavia tornò a Gorizia, dove fu impiegato nella scuola superiore slovena e insegnò latino, greco e inglese. Dopodiché andò a Trieste, dove lavorò alla stazione radio slovena, per poi trasferirsi infine a Trento, dove lavorò come avvocato e traduttore nel dipartimento legale. In seguito tornò a Gorizia.
Ha scritto testi di filosofia, pedagogia, psicologia, musicologia. Prima e durante la prima guerra mondiale, ha pubblicato su  Narodna prosvjet e Luč, e dopo la guerra per il Mladiki, il Jadranskom almanahu, il Preporodu, il Novoj reviji e il Novom dobu dal 1936 al 1942. Dal 1945 scrisse per il Mjesečnik. Ha pubblicato libri di testo legali e filosofici. Ha scritto sotto gli pseudonimi di Filates e Ivan Starin.
Morì a Gorizia nel 1989, qualche mese dopo aver compiuto centouno anni.